# Nationaal Songfestival 1959
Het Nationaal Songfestival 1959 was de Nederlandse voorronde voor het Eurovisiesongfestival van dat jaar. Het werd gehouden op 17 februari in de AVRO-studio in Hilversum en werd gepresenteerd door Karin Kraaykamp.

## Selectieprocedure
De laatste plaats van Corry Brokken op het Eurovisiesongfestival 1958 zat de NTS niet lekker daarom besloot men om de Nederlandse inzending via een nieuwe opzet te kiezen.
De acht geselecteerde liedjes werden gezongen in twee versies door twee verschillende artiesten:
een keer met orkest dat onder leiding stond van Dolf van der Linden en een keer met een klein ensemble dat werd geleid door Eddy de Jong. 
Bij het nationaal songfestival 1959 traden een aantal artiesten aan die al eerder een gooi naar het Eurovisiepodium deden, John de Mol sr. deed mee aan de editie 1957. Zangeres Corry Brokken deed in de drie voorgaande edities ook mee. Zij mocht tot drie keer toe Nederland vertegenwoordigen op het Eurovisiesongfestival, een record.
Greetje Kauffeld deed mee in 1958; in 1961 werd ze door de NTS intern aangewezen om Nederland te vertegenwoordigen op het songfestival. Bruce Low deed, net als Greetje Kauffeld, ook in 1958 mee.
Een 120 koppige jury verdeeld over 12 provincies bestaande uit radioluisteraars en televisiekijkers moesten een doorsnee van het Nederlandse publiek voorstellen, zij kozen het winnende nummer . Een jury bestaande presentatoren kozen de uitvoerende artiest, gekozen werd Teddy Scholten met het lied Een beetje.
Deze nieuwe opzet wierp zijn vruchten af want Teddy Scholten won het Eurovisiesongfestival 1959 in Cannes met 21 punten, het was voor de tweede maal dat Nederland het songfestival wist te winnen. 

## Uitslag
| startplaats | lied                    | artiest 1                 | artiest 2                      | punten | eindplaats |
| ----------- | ----------------------- | ------------------------- | ------------------------------ | ------ | ---------- |
| 1           | "Mijn hart en ik"       | Corry Brokken & Bruce Low | Greetje Kauffeld & John de Mol | 110    | 3          |
| 2           | "Als ik denk aan geluk" | Greetje Kauffeld          | Dick Doorn                     | 38     | 7          |
| 3           | "Kleine zilv'ren ster"  | Tony van Hulst            | Corry Brokken                  | 35     | 8          |
| 4           | "Op het plein"          | John de Mol               | Greetje Kauffeld               | 48     | 5          |
| 5           | "Iedere dag met jou"    | Corry Brokken             | Bruce Low                      | 43     | 6          |
| 6           | "De regen"              | Dick Doorn                | Teddy Scholten                 | 148    | 2          |
| 7           | "Angelina"              | Bruce Low                 | Tony van Hulst                 | 53     | 4          |
| 8           | "Een beetje"            | Teddy Scholten            | John de Mol                    | 235    | 1          |

1956 · 1957 · 1958 · 1959 · 1960 · 1961 · 1962 · 1963 · 1964 · 1965 · 1966 · 1967 · 1968 · 1969 · 1970 · 1971 · 1972 · 1973 · 1974 · 1975 · 1976 · 1977 · 1978 · 1979 · 1980 · 1981 · 1982 · 1983 · 1984 · 1986 · 1987 · 1988 · 1989 · 1990 · 1992 · 1993 · 1994 · 1996 · 1997 · 1998 · 1999 · 2000 · 2001 · 2003 · 2004 · 2005 · 2006 · 2007 · 2008 · 2009 · 2010 · 2011 · 2012